# طارش (كجيد)
طارش (بالفارسية: طارش) هي قرية تقع في إيران في قسم کجيد الريفي. يقدر عدد سكانها بـ 44 نسمة بحسب إحصاء 2016.